# Ampliación el Tejocote
Ampliación el Tejocote är en ort i Mexiko, tillhörande Naucalpan de Juárez kommun i delstaten Mexiko. Ampliación el Tejocote ligger i den centrala delen av landet och tillhör Mexico Citys storstadsområde. Orten hade 731 invånare vid folkmätningen 2010. 2020 hade invånarantalet ökat till 2 187.